# Подводные лодки типа «Маркони»
Подво́дные ло́дки ти́па «Mарко́ни» (итал. Marconi) — серия итальянских подводных лодок времён Второй мировой войны, названных в честь радиотехника Гульельмо Маркони. Строились фирмами «Кантьери Риунити делль‘Адриатико»(CRDA), Монфальконе и «Одеро-Терни-Орландо»(ОТО М), Муджиано, Специя. Всего построено 6 лодок, они вступили в строй в 1940 году.

## Конструкция
Конструкция однокорпусная, с бортовыми булями. Рабочая глубина погружения 90 м. Лодки «Maркони» стали развитием проекта «Марчелло» от которых отличались более длинным и узким корпусом. Кроме того, лодки этого типа имели одно палубное орудие вместо двух и более мощные электродвигатели. Эти изменения были введены для увеличения подводной скорости субмарины, но она увеличилась незначительно.

## Служба
В сентябре 1940 года лодки этого типа были переведены на базу в Бордо во Франции и действовали против торгового судоходства в Атлантике.
Подводную лодку «Леонардо да Винчи» начали переоборудовать в носитель мини-субмарины типа СА, которая должна была разместиться на палубе перед рубкой. Лодку планировалось использовать для атаки гавани Нью-Йорка.
В 1943 году ПЛ «Луиджи Торелли» была переоборудована в транспортную для походов в Японию.

## Список ПЛ типа «Маркони»
| Подводная лодка      | Верфь | Спущена на воду | Начало службы | Конец службы |
| -------------------- | ----- | --------------- | ------------- | --- |
| Maggiore Baracca     | OTO M | 21.4.1940       | 10.7.1940     | потоплена 8.9.41 таранным ударом английского эскортного миноносца Croom северо — восточнее Азорских островов                               |
| Michele Bianci       | OTO M | 3.12.1939       | 15.4.1940     | потоплена 7.8.41 западнее Гибралтара английской подводной лодкой Severn                                                                    |
| Leonardo da Vinci    | CRDA  | 16.9.1939       | 7.4.1940      | потоплена 23.5.43 северо — восточнее Азорских островов английским эсминцем Active и фрегатом Ness                                          |
| Alessandro Malaspina | OTO M | 18.2.1940       | 20.6.1940     | пропала в сентябре-ноябре 1941 в Атлантике                                                                                                 |
| Guiglielmo Marconi   | CRDA  | 30.7.1939       | 20.2.1940     | пропала в октябре-декабре 1941 в Атлантике                                                                                                 |
| Luigi Torelli        | OTO M | 6.1.1940        | 15.5.1940     | захвачена японцами в Сингапуре, передана немцам, названа UIT-25. Снова передана японцам, названа I-509, затоплена после войны американцами |